# Битка код Равене (432)
Битка код Равене, позната и као битка код Риминија, одиграла се године 432. између снага западноримског војсковође Аеција на једној, и снага његовог супарника Бонифација на другој страни.
Повод за сукоб је била одлука Гале Плацидије, мајке и регентице цара Валентинијана III да у Италију позове Бонифацијеве трупе у Африке као својеврсну противтежу Аецију чији су престиж и утицај нарасли након успеха у борби против Франака и других варвара у Галији. Аеције је на то реаговао инвазијом Италије, па је дошло до судара двеју војски у којој је Аеције поражен и присиљен да потражи уточиште код Хуна и њиховог краља Ругиле. Међутим, Бонифације је у бици тешко рањен па је од повреда умро два месеца касније.